# Abdij van Évron

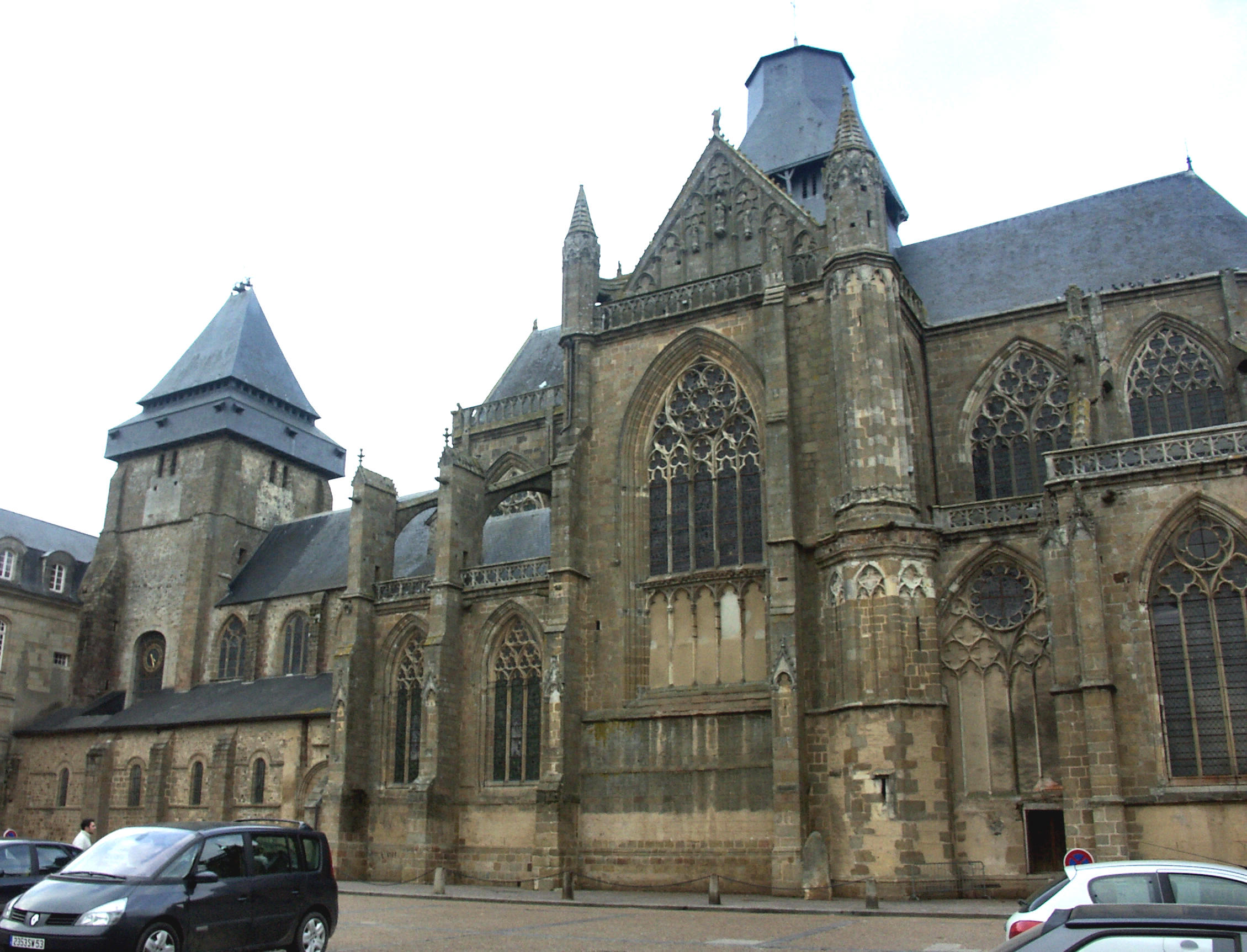
De Basiliek Notre-Dame de l’Épine

De Abdij van Évron was een benedictijner abdij in de Franse stad Évron (Mayenne) die bestond van de 7e eeuw tot de Franse Revolutie. Maar ook daarna behield het klooster een religieuze invulling. De voormalige abdijkerk is de monumentale Basiliek Notre-Dame de l’Épine.

## Geschiedenis

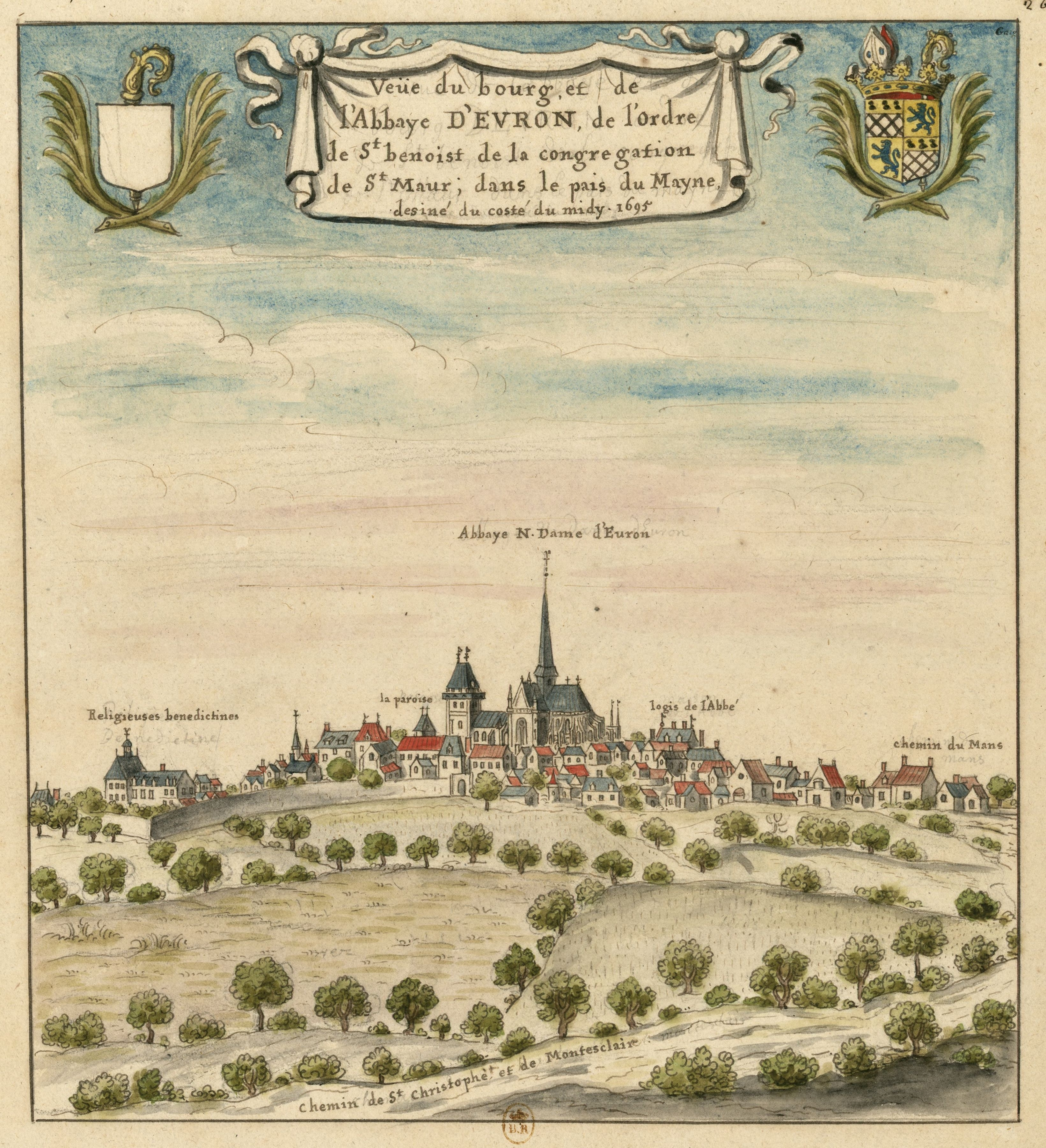
De abdij in 1695

In de 7e eeuw werd een eerste abdij gesticht in Évron. Volgens de legende gebeurde dit door een pelgrim die terugkwam uit het Heilig Land met een reliek van melk van de Heilige Maagd. Deze abdij werd vernield door de Vikingen. De abdij werd opnieuw gesticht in 981 en heropgebouwd met steun van de burggraaf van Maine. De bouw van de romaanse abdijkerk duurde ongeveer een eeuw. In de 12e eeuw werd naast de abdijkerk maar ervan losstaand de kapel van Saint-Crépin gebouwd. In de 13e eeuw werd de abdijkerk vervangen door een gotische kerk, die werd ingewijd in 1252. De abdij met haar reliek trok talrijke bedevaarders aan en door schenkingen werd het een van de rijkste abdijen van Maine. Vanuit de abdij van Évron werden verschillende priorijen gesticht, onder andere in Bais en Neau.
In 1577 werden de monniken verjaagd uit de abdij toen de stad in handen kwam van calvinisten. Na hun terugkeer versterkten de monniken de abdij met een muur. In 1639 namen de monniken de regel van Saint-Maur aan. In de 18e eeuw werden de bouwvallige middeleeuwse kloostergebouwen afgebroken en werd een nieuw klooster met ernaast een Franse tuin aangelegd.
De abdij werd afgeschaft na de Franse Revolutie en de monniken werden in 1791 verjaagd. In 1803 namen een vrouwelijke kloosterorde haar intrek in het klooster: de Zusters van Liefde van Onze-Lieve-Vrouw. Zij bleven in het klooster tot 2009 en de overgebleven, bejaarde zusters verhuisden toen naar een bejaardenhuis in Évron. In de plaats kwam de katholieke Communauté Saint-Martin die religieuze opleidingen verzorgt. 
In 1941 werd de abdijkerk tot basilica minor verheven.

## Gebouwen

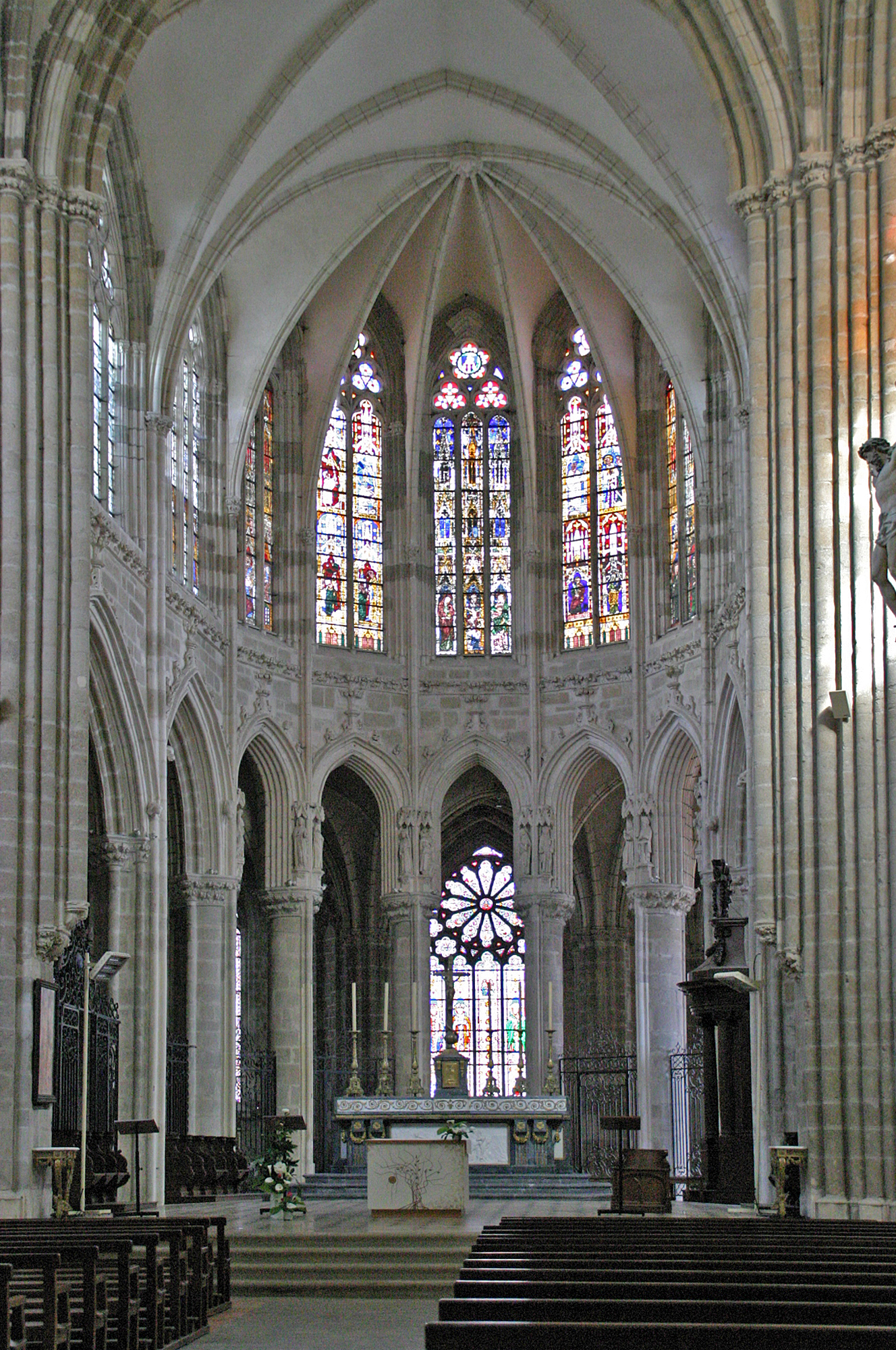
Interieur

### Basiliek Notre-Dame de l’Épine
Van de 11e-eeuwse romaanse kerk bleven de toren en een deel van het schip bewaard. De romaanse kerk was oorspronkelijk 70 m lang en 25 m breed. De romaanse toren werd in de 16e eeuw verbouwd en kreeg toen een verdedigingsfunctie met mezekouwen en een weergang. Het romaanse deel van de kerk contrasteert met het gotisch deel met zijn 23,5 m hoge gewelven, rijkere gebeeldhouwde versieringen en grote vensters. De kerk kreeg in 1667 een 70 m hoge vieringtoren. Deze bouwvallige toren werd in 1901 afgebroken en vervangen door een lager exemplaar.

#### Interieur
Op de noordelijke muur van het romaanse schip is er een muurschildering van de Maagd met Kind uit de 13e eeuw. Dit schilderij vertoont overeenkomsten met muurschilderingen in de kerken van Bais en Neau en is mogelijk van dezelfde maker(s). De pilaren in het gotische deel van de basiliek hebben gebeeldhouwde kapitelen met een plantenmotief. Aan de pilaren van het koor zijn heiligenbeelden bevestigd. Ook zijn er twee dubbele reliëfs. Het ene toont een man met tandpijn die een tandentrekker consulteert met erboven een monnik die de biecht hoort van een knielende man. Het andere toont de Aanbidding der Wijzen met erboven God de Vader.
De glasramen in het koor zijn uit de 14e eeuw. De andere glasramen zijn 19e- en 20e-eeuws.
In de zijkapellen zijn enkele gisanten bewaard, van monnik Gilles du Châtelet (+ ca. 1340), van abt Jean IV de Favières (+1484) en van enkele edellieden die in de kerk begraven werden.

#### Crypte
Bij werken in 1865 werd een crypte onder de kerk gevonden. Deze 10e-eeuwse crypte werd in 1985 archeologisch onderzocht.

#### Afbeeldingen

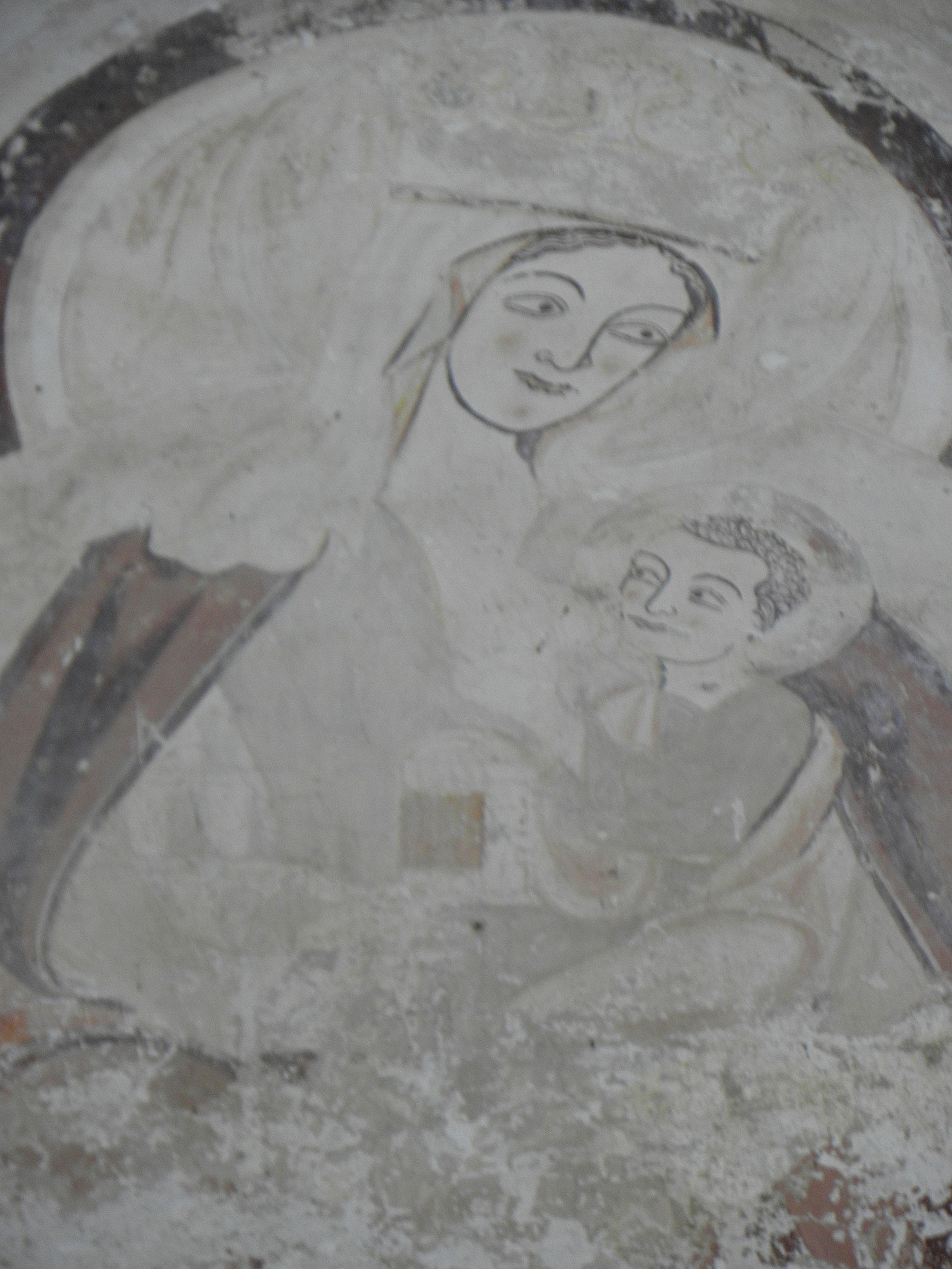
13e-eeuwse muurschildering
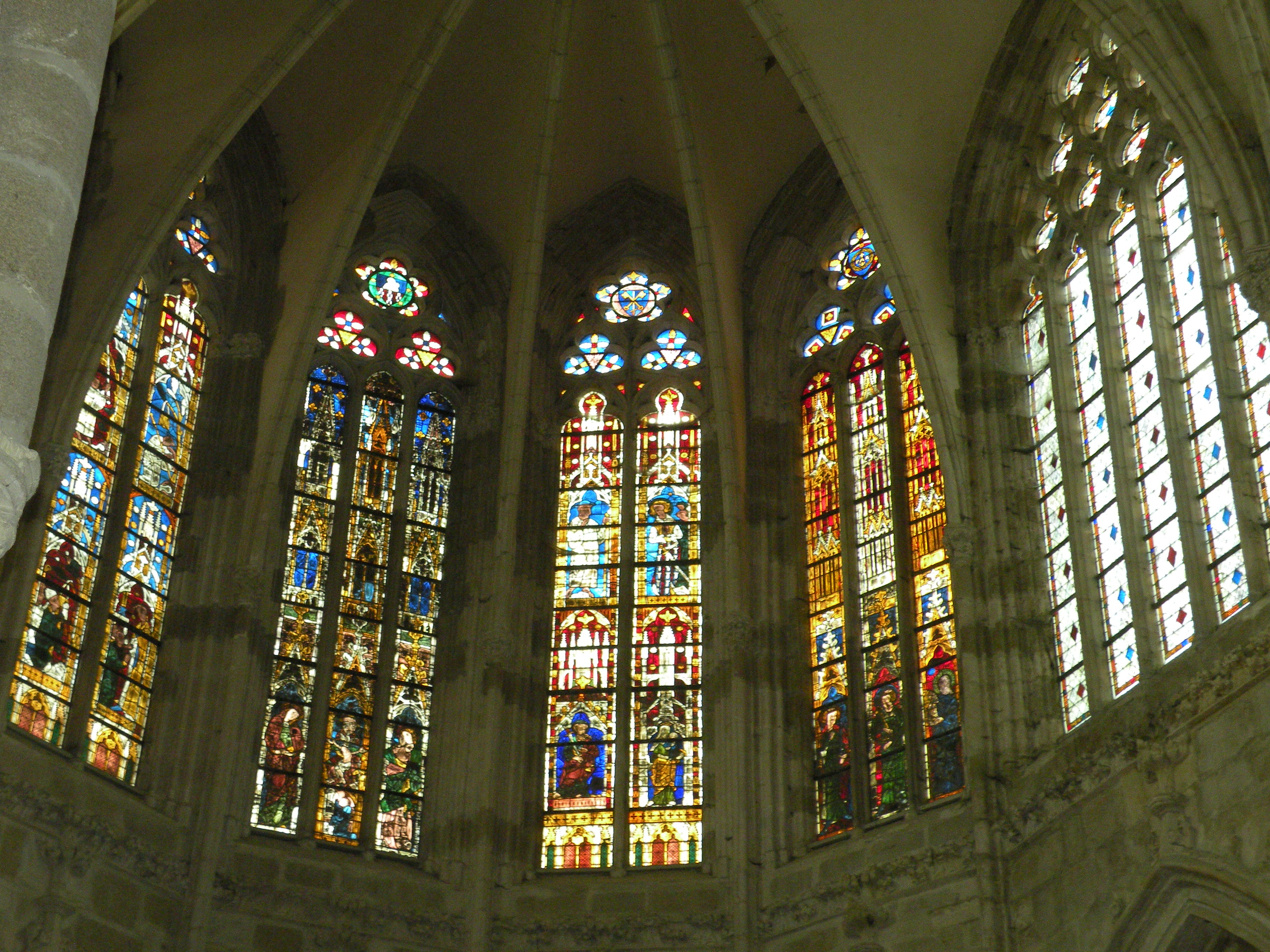
Glasramen
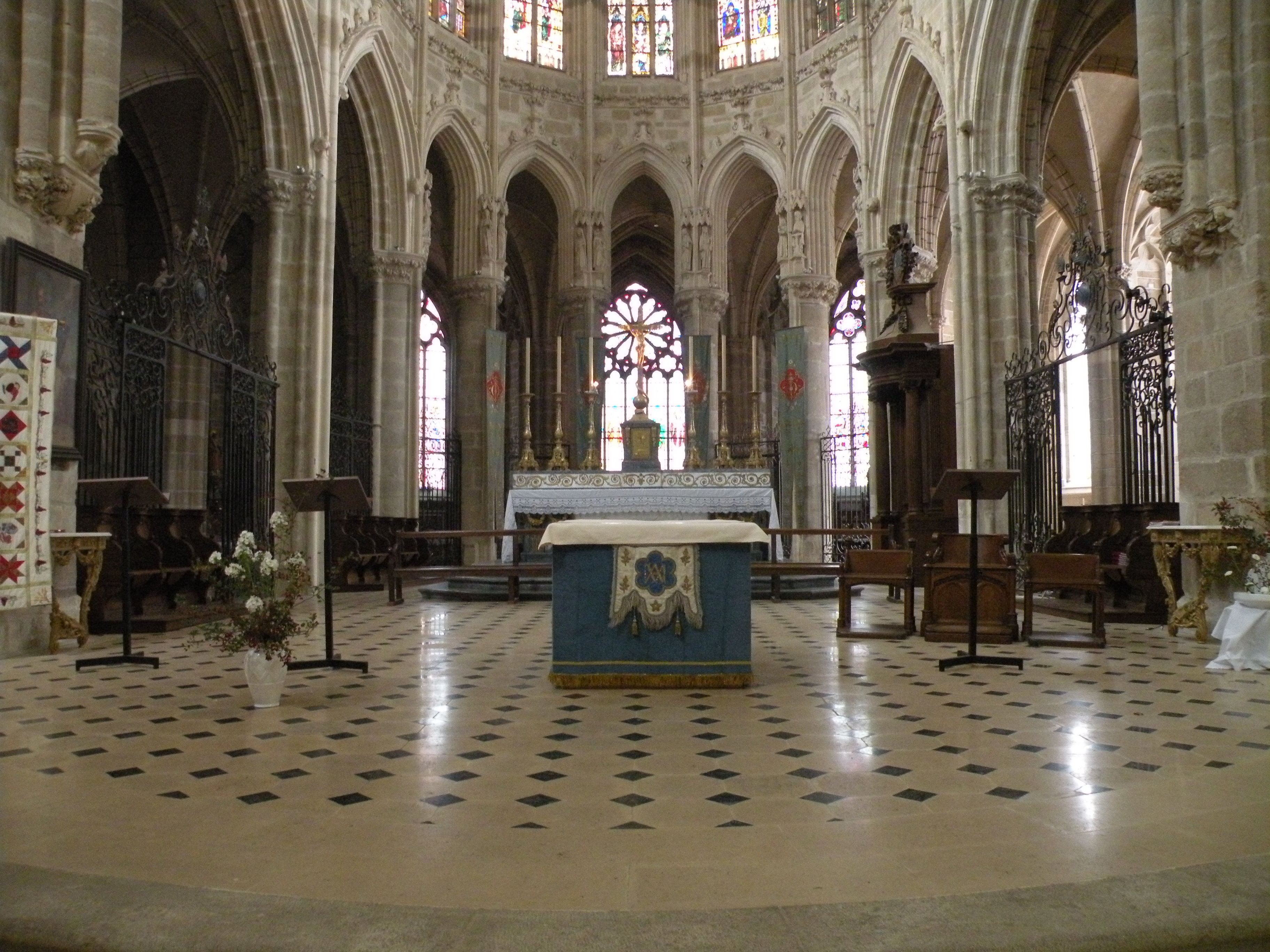
Koor
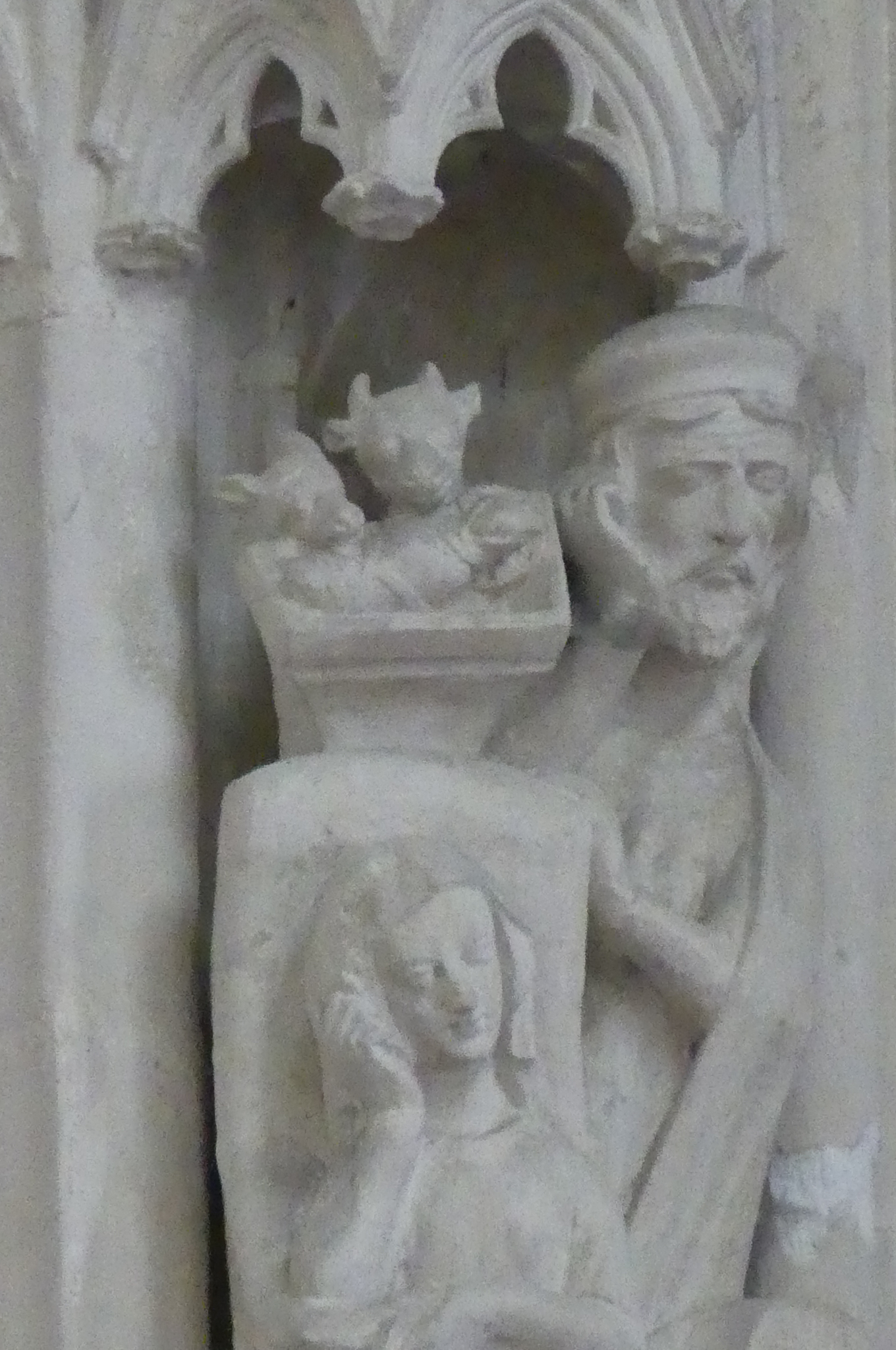
Beeldhouwwerk in het koor
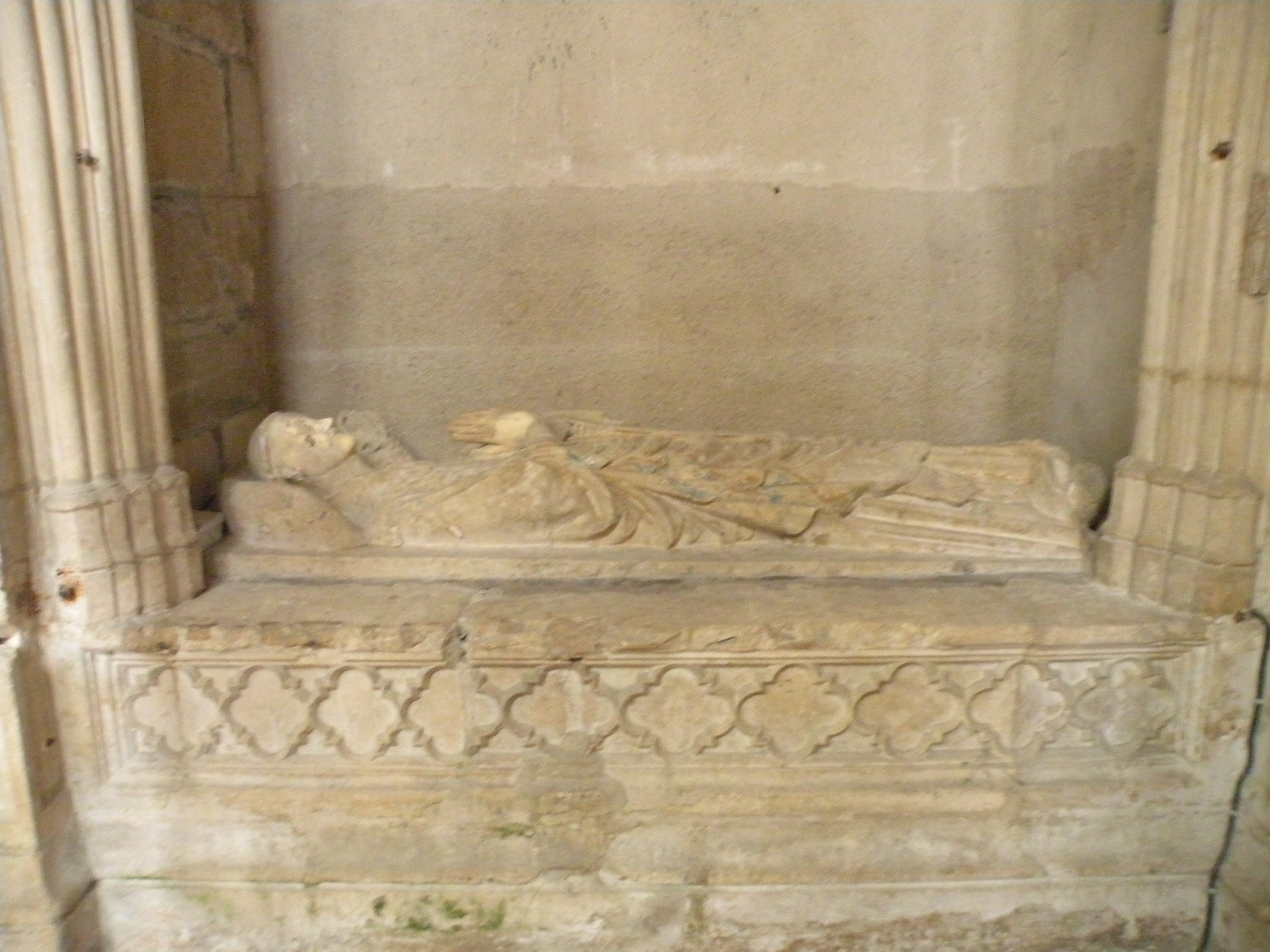
Gisant
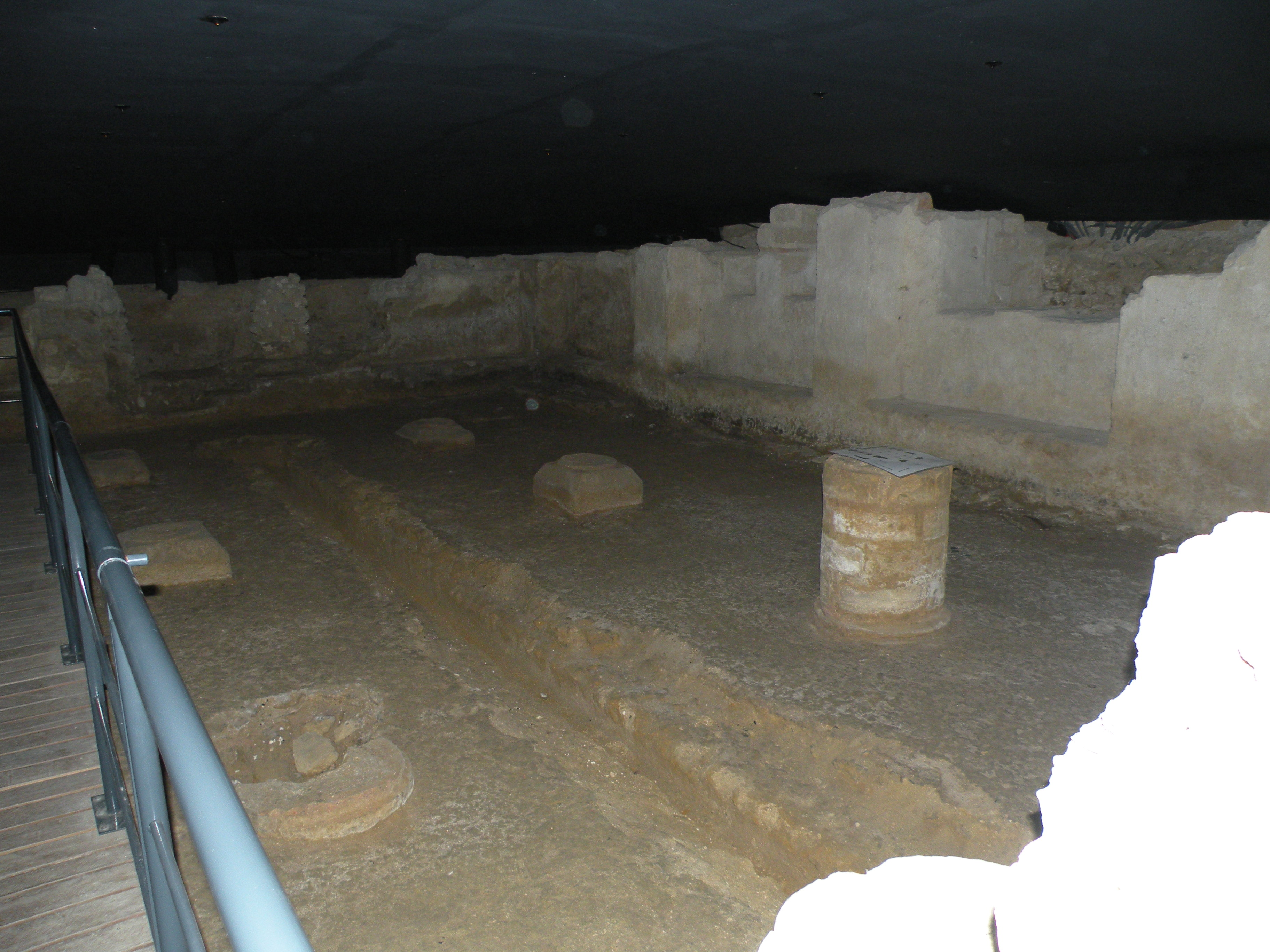
Crypte

### Kapel Saint-Crépin
De kapel werd in de 12e eeuw gebouwd ten noorden van de abdijkerk. De kapel bestaat uit een enkele beuk bekroond met een halfronde apsis. De architectuur verraadt Arabische en Byzantijnse invloeden, mogelijk vanuit Spanje. De kapel en de kerk werden bij verbouwingen in de 18e eeuw met elkaar verbonden. De kerk was oorspronkelijk gewijd aan Onze-Lieve-Vrouw.
Sommige gewelven zijn beschilderd. Op het gewelf van het koor is een Christus in een mandorla geschilderd omringd door de vier evangelisten en twee heiligen.
In de kapel bevinden zich vier wandtapijten uit Aubusson uit de 17e eeuw. Zij stellen scènes uit het Oude Testament voor: Lot die zijn dochters uit Sodom leidt, Agar en Ismaël in de woestijn, het offer van Abraham en de droom van Jacob.

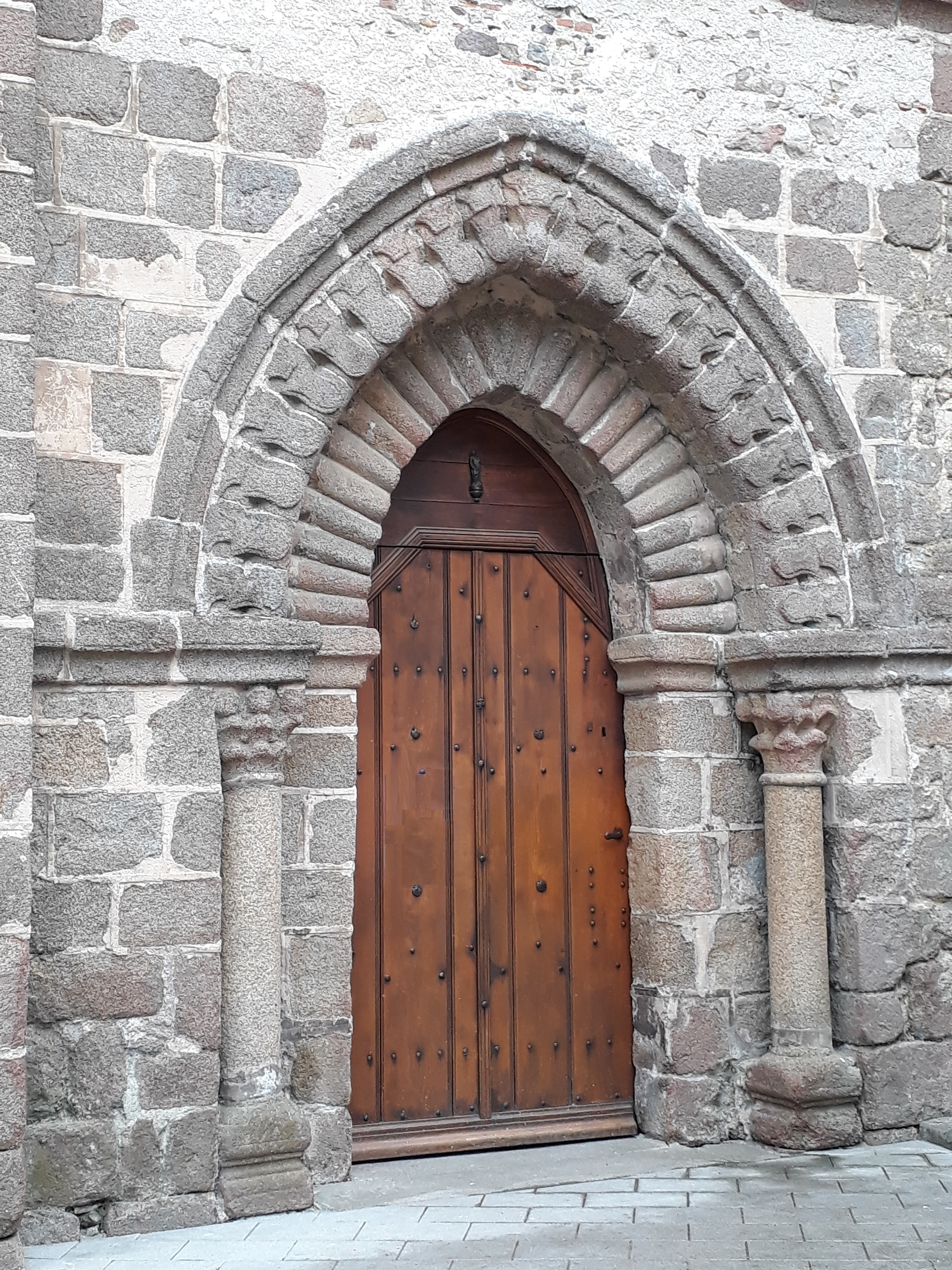
Romaanse poort
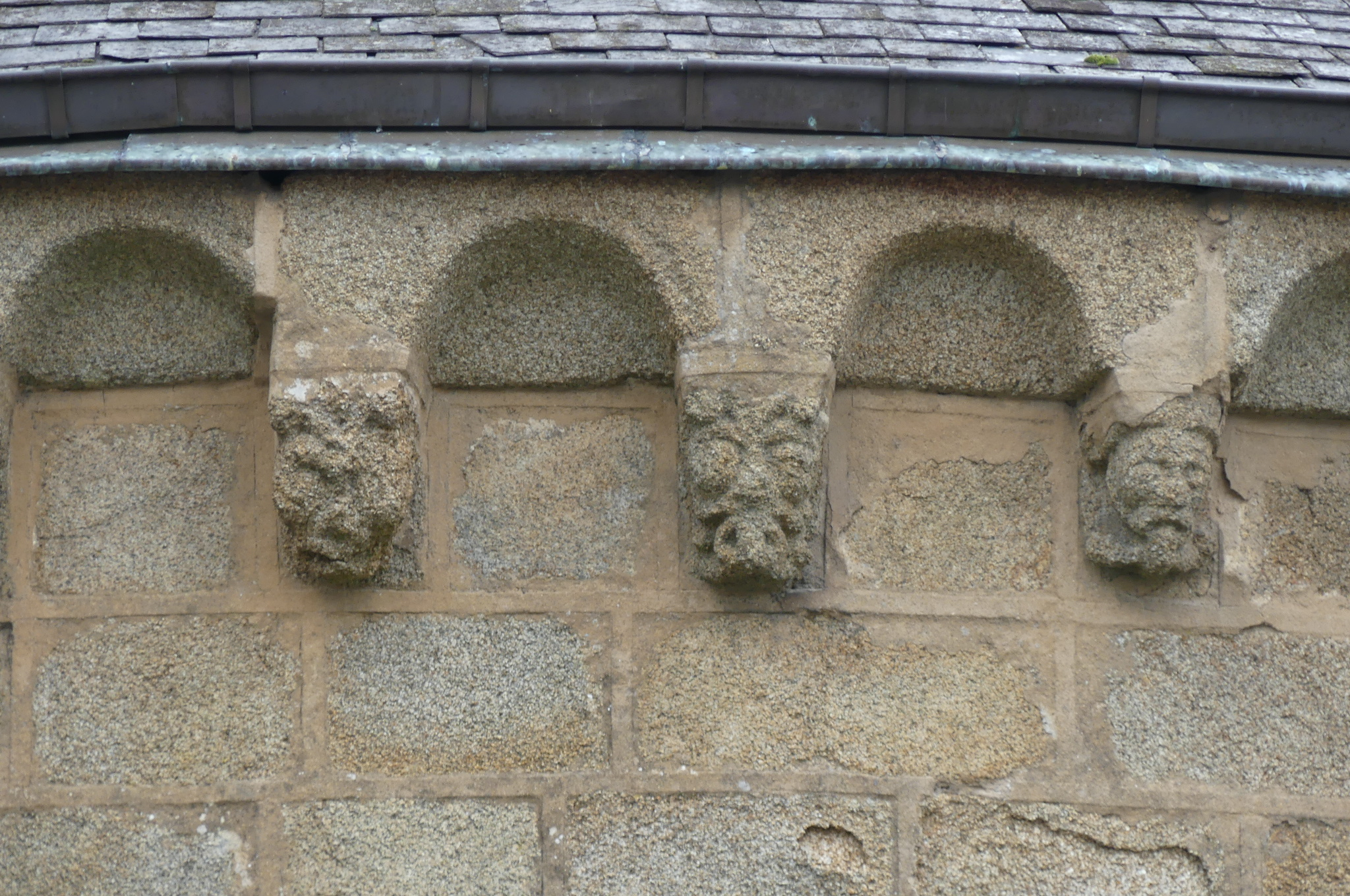
Apsis (buitenzijde)
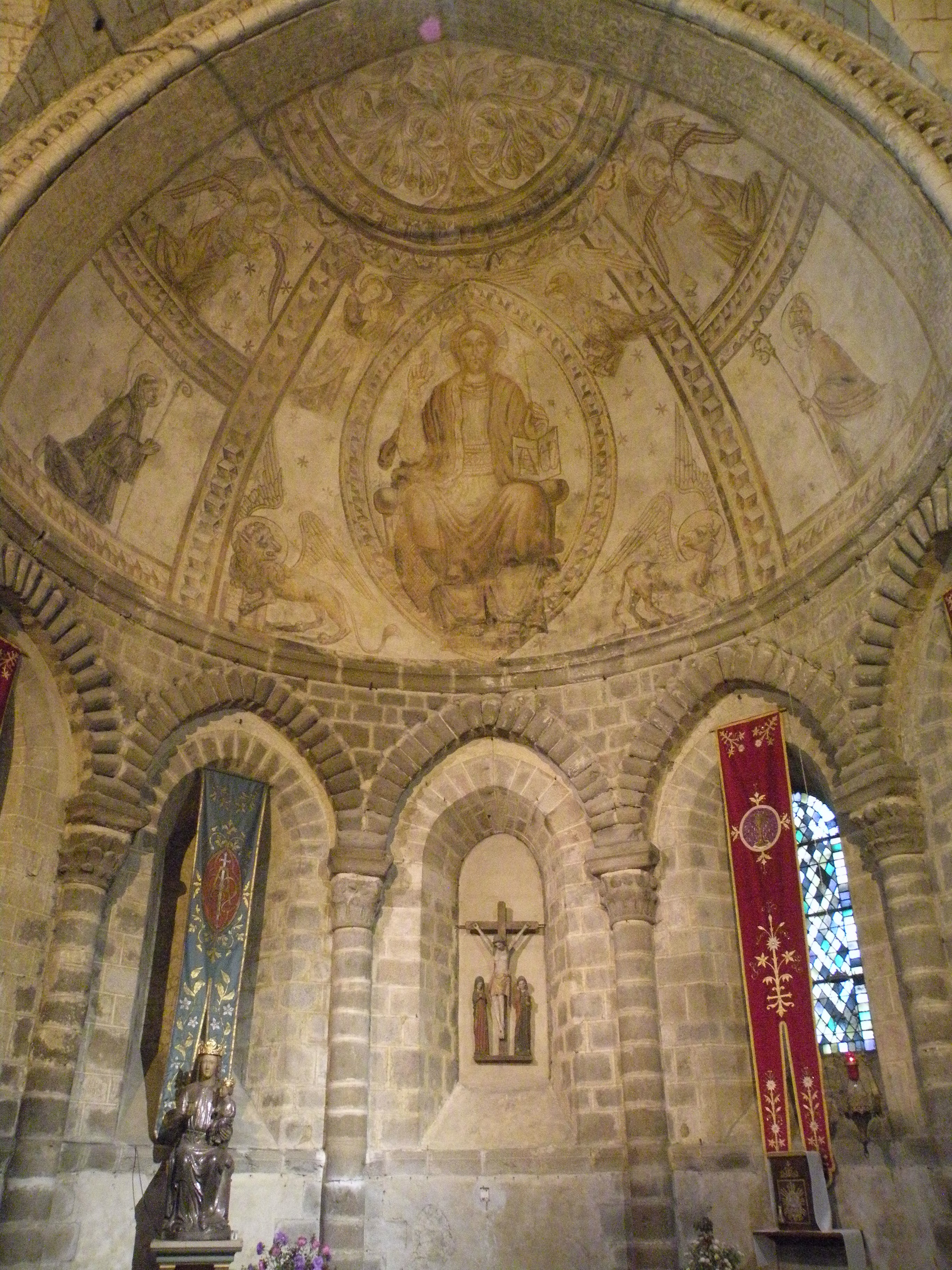
Apsis
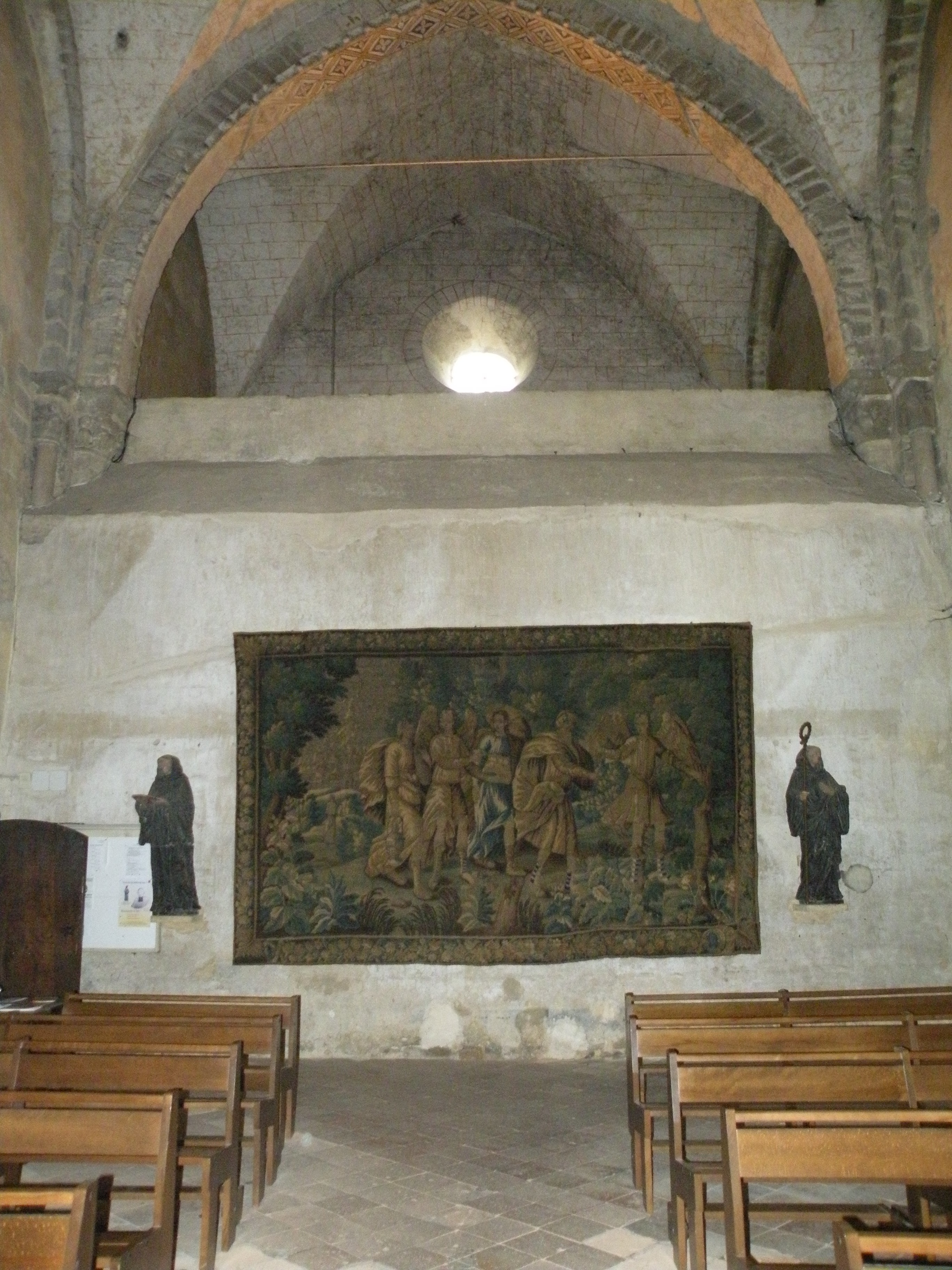
Aubussontapijt

### Klooster
De romaanse toren van de basiliek gaat over in de kloostergebouwen. Tussen 1726 en 1744 werd een nieuw klooster gebouwd, al werd enkel de helft van de oorspronkelijke bouwplannen gerealiseerd. Het gebouw vertoont sterke gelijkenissen met dat van de Abbaye aux Hommes in Caen en is mogelijk ook van de hand van Guillaume de la Tremblaye. Het gaat om een 60 meter lange vleugel in classicistische stijl met aan beide kanten ondiepe zijvleugels. In de 19e eeuw werd aan de noordelijke zijde een gebouw bijgeplaatst. Aan de zuidelijke zijde bevindt zich de 18e-eeuwse ingangspoort.

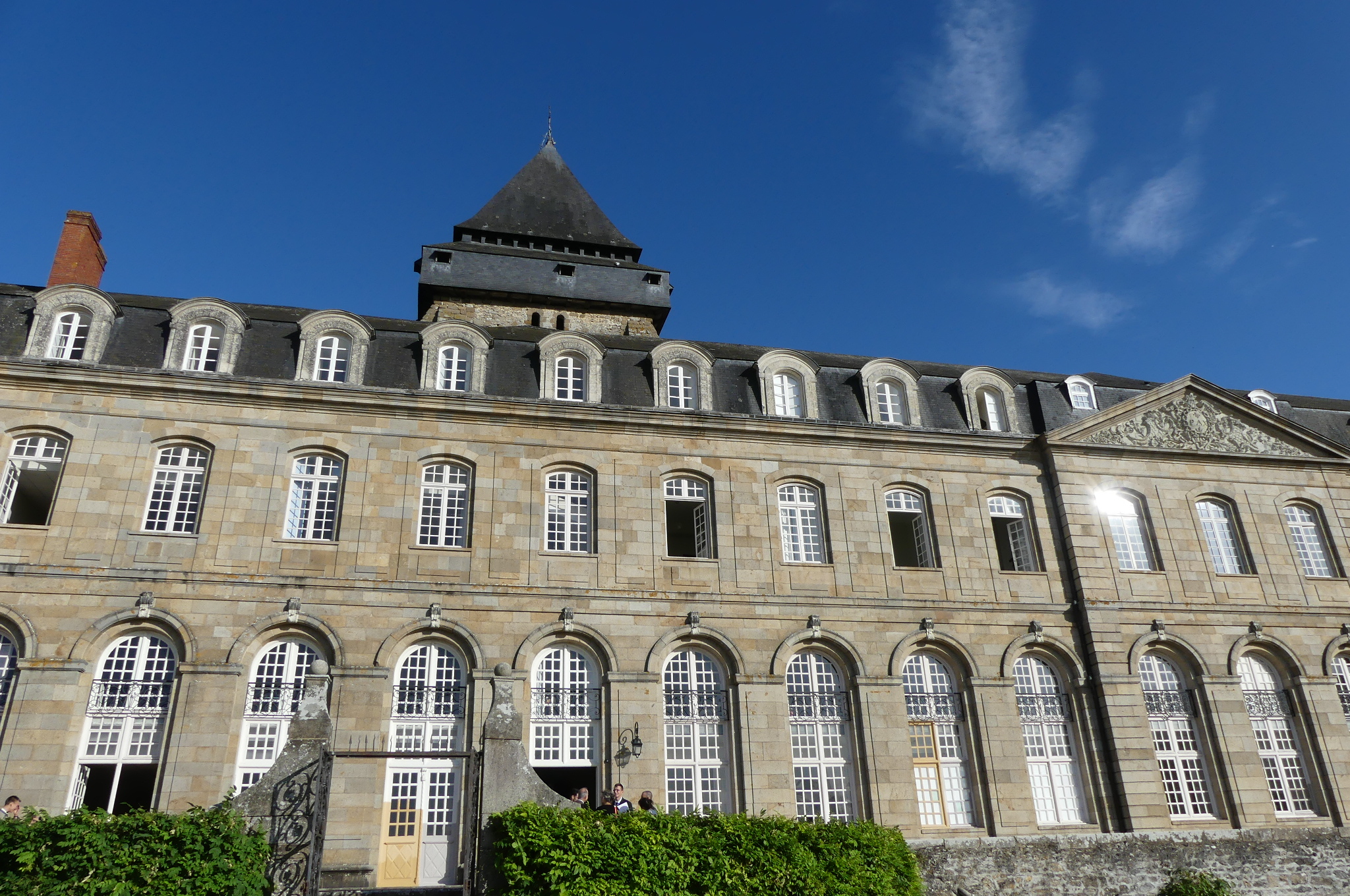
18e-eeuwse kloostergebouwen
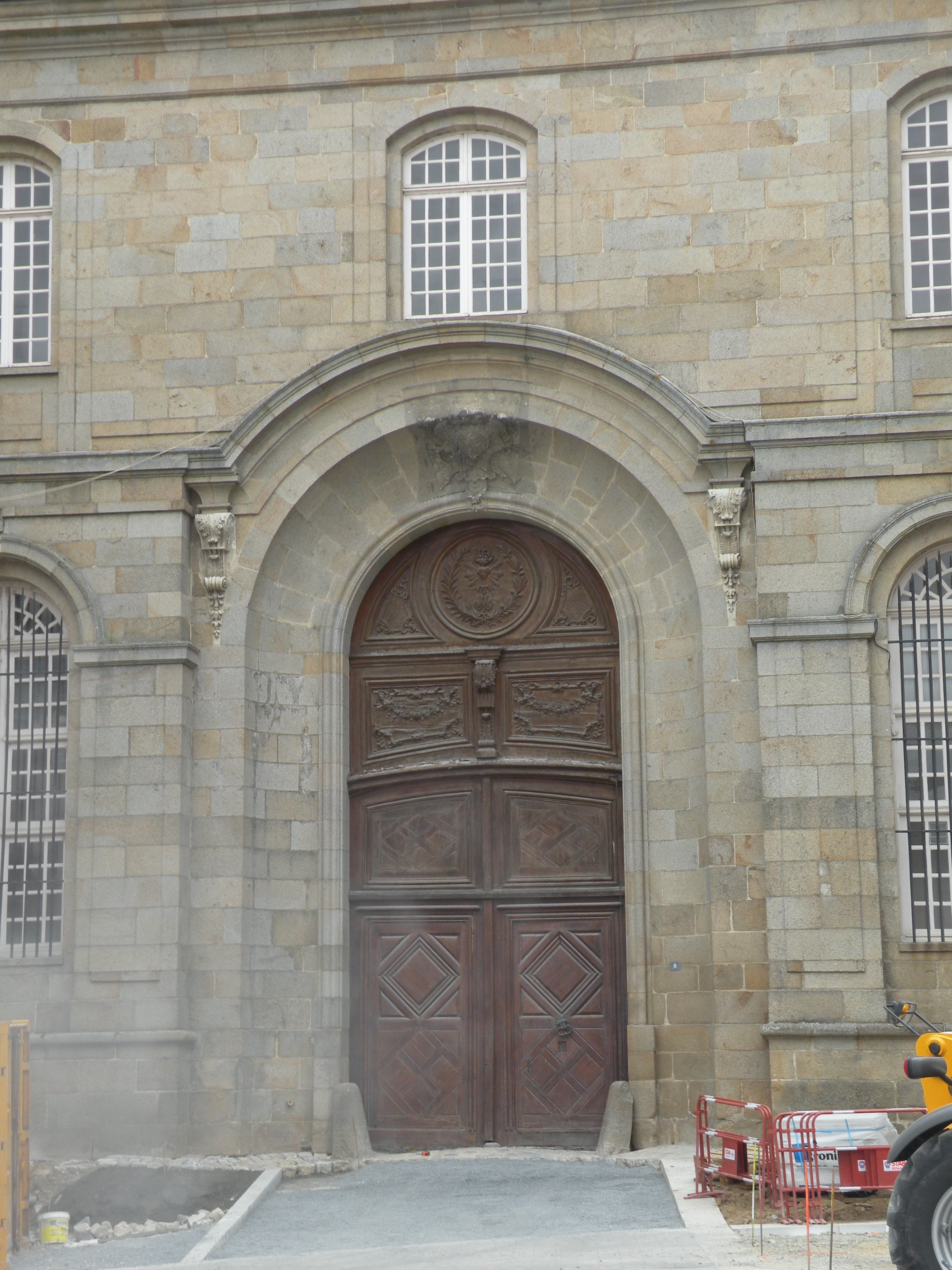
Poort van het klooster
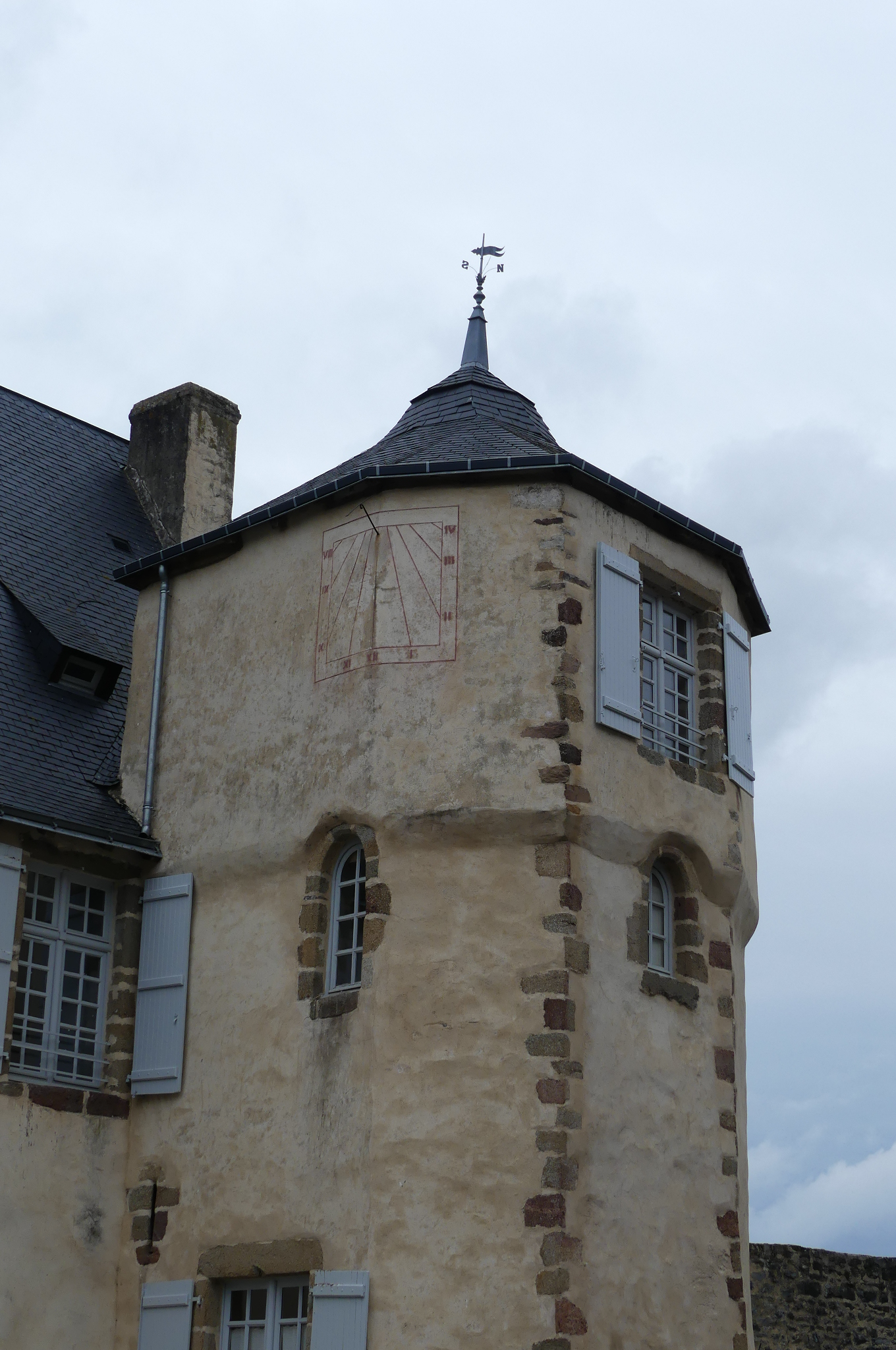
Torentje aan het klooster
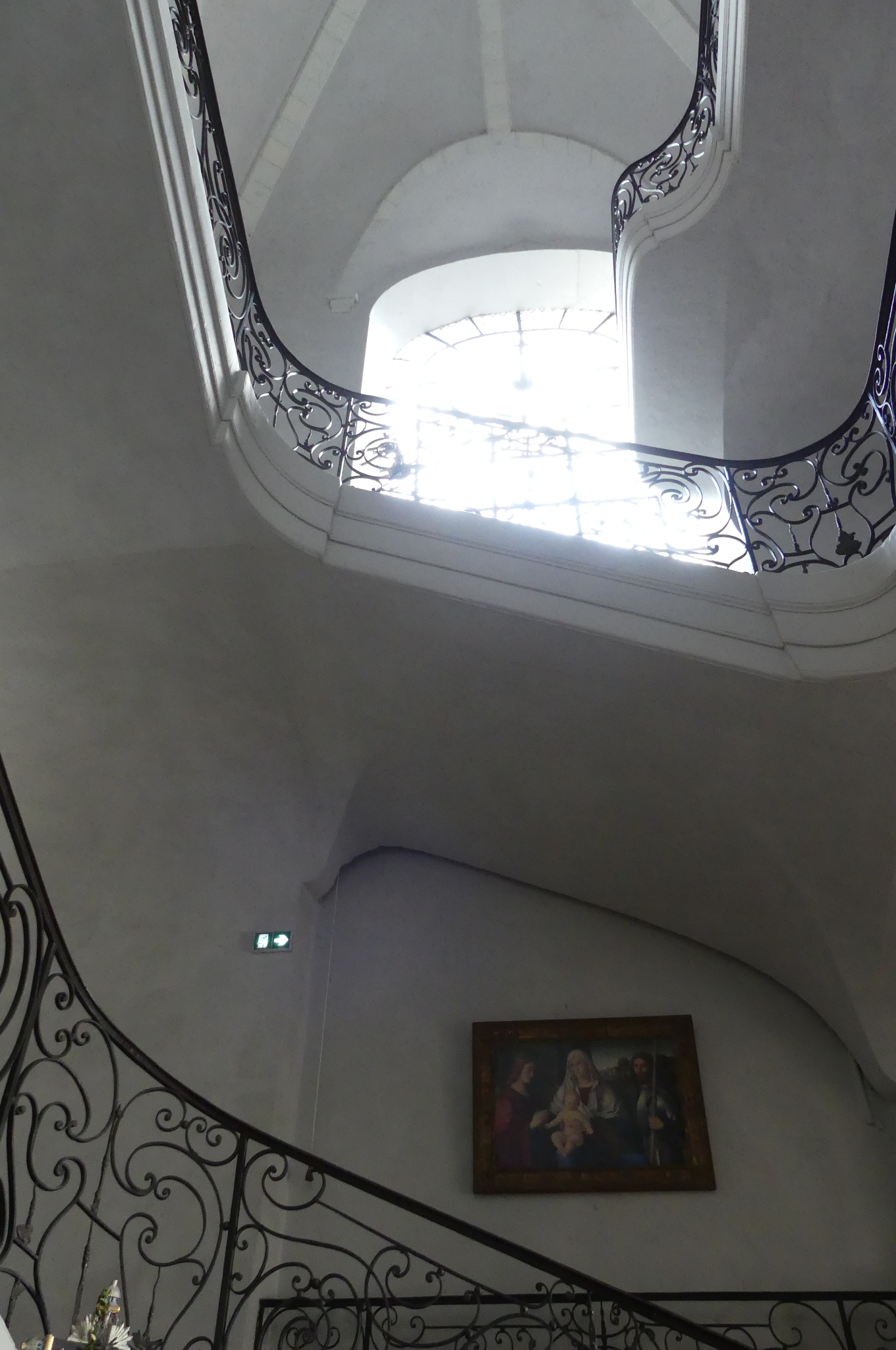
18e-eeuwse trap